# سیاه‌اپسین

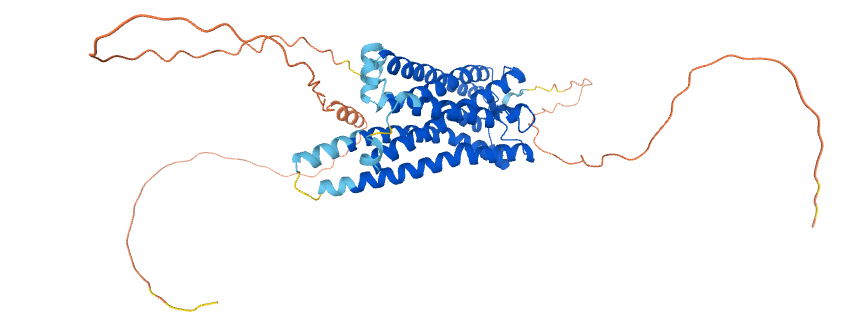
سیاه‌اپسین یا ملانوپسین

سیاه‌اپسین یا ملانوپسین (به انگلیسی: Melanopsin) نوعی رنگدانه نوری است که وابسته به خانواده بزرگ‌تری از پروتئین‌های حساس به نور شبکیه به نام اپسین است که توسط ژن Opn4 کدگذاری می‌شود. در شبکیه پستانداران، دو دسته اضافی از اپسین‌ها وجود دارد که هر دو در تشکیل تصاویر دیداری نقش دارند: رودوپسین و فتوپسین (نوع I, II و III) به ترتیب در سلول‌های گیرنده نوری میله‌ای و مخروطی.